# سباق الجرذان

سباق الجرذان هو مسعى لا نهاية له يهزم نفسه أو لا طائل من ورائه. العبارة تساوي البشر بالفئران التي تحاول كسب مكافأة مثل الجبن ، دون جدوى. قد يشير أيضًا إلى صراع تنافسي للمضي قدمًا ماليًا أو روتينيًا.
يرتبط المصطلح عادة بنمط حياة مرهق ومتكرر لا يترك أي وقت للاسترخاء أو الاستمتاع.

أول حدث معروف كان عام 1934. بالإشارة إلى التدريب على الطيران ، كان سباق الفئران في الأصل لعبة "متابعة القائد" حيث كان على الطيار المقاتل المتدرب أن ينسخ جميع الإجراءات (الحلقات ، واللفائف ، والدوران ، إلخ.) يؤديها طيار متمرس. منذ عام 1945 ، اتخذت العبارة معنى "الصراع التنافسي".

● سباق الفئران تم استخدامه كعنوان لرواية كتبها جاي فرانكلين عام 1947 لمجلة كوليرز ونشرت لأول مرة في شكل كتاب عام 1950. وهي مخصصة للفئران القليلة في واشنطن التي لا تحمل حالات مختصرة.

● تم استخدام مصطلح "سباق الفئران" في مقال عن صمويل جودسميت نُشر عام 1953 بعنوان: وداعًا للخيط وشمع الختم ... الأول كتب فيه دانيال لانج في بعض الأحيان عندما يكون مزاجه الساخر عليه ، فإنه يتساءل عما إذا كانت السنكروترونات ، والبيتاترونات ، والكون ، وجميع الاختراعات الأخرى فيزيائيون قد جهزوا مؤخرًا لتوليد الطاقة عن طريق تسريع جسيمات المادة لا تلعب مزحة على مخترعيها. "إنهم يسرعوننا أيضًا" ، كما يقول ، بصوت لا يزال يخون أثر لهجة موطنه الأصلي هولندا. في احتجاجه على التعجيل ، يمكن أن يتحدث جودسميت بسلطة ، لأنه في غضون سنوات قليلة فقط ، رأى ، مثل العديد من الفيزيائيين المعاصرين الآخرين ، طريقة حياته تتغير من أسلوب تأمل هادئ إلى جنس جرذ.● استخدم فيليب كيندريد ديك المصطلح "The Last of the Masters" ، الذي نُشر عام 1954:قال ماكلين بهدوء: "ربما ، يمكن أن نخرج أنت وأنا بعد ذلك من سباق الفئران هذا. أنت وأنا وكلنا جميعًا. ونعيش مثل البشر." غمغم فاولر "سباق الفئران". "جرذان في متاهة. أداء الحيل. أداء الأعمال المنزلية التي فكر بها شخص آخر." اشتعلت ماكلين عين فاولر. "بواسطة شخص من نوع آخر."

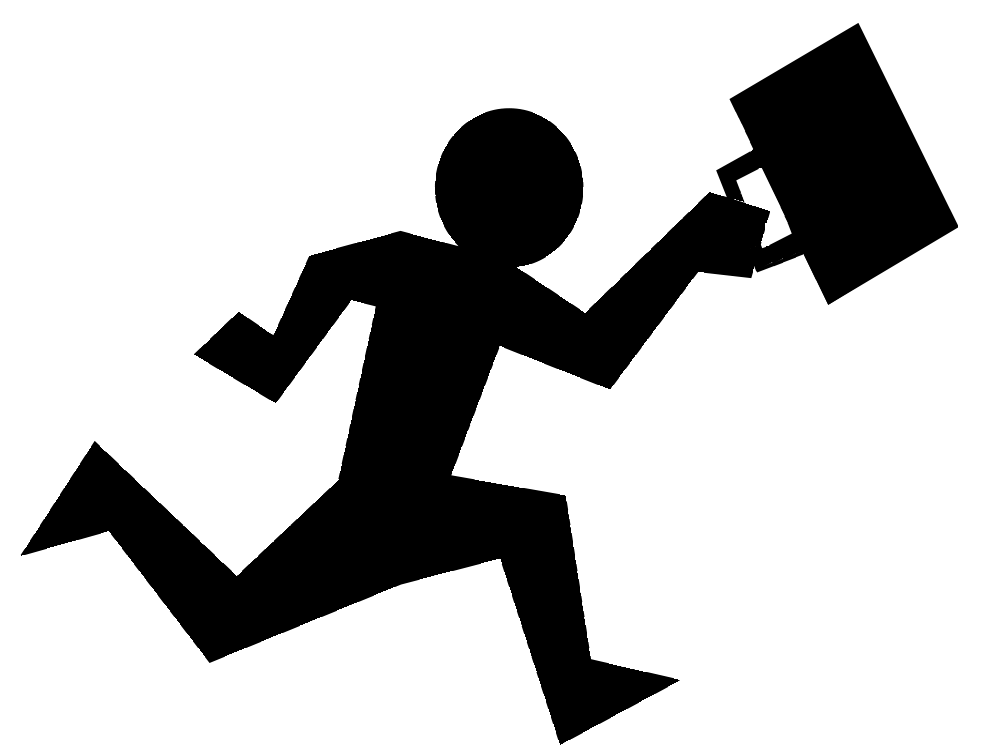
صورة ترمز إلى سباق الفئران.

.

- معجم اللغة العربية المعاصر.

1. 
2. 
سباق الفئران 
1. 